# Mahamat Idriss
Mahamat Idriss   (N'Djamena, 17 de juliol de 1942 - 3 d'octubre de 1987) fou un atleta txadià de la dècada de 1960.
Era especialista en proves de salt d'alçada. Competí per França abans de la independència del Txad, guanyant els campionats francesos de 1960 i 1961. També representà França als Jocs Olímpics d'Estiu de 1960, on acabà dotzè.
Amb el Txat participà als Jocs Olímpics d'Estiu de 1964 i als Jocs Olímpics d'Estiu de 1968. Pel que fa al rànquing mundial, es classificà novè el 1961, desè el 1964 i vuitè el 1966.
La seva millor marca fou 2,17 metres, assolida l'abril de 1966 a Fort-Lamy, rècord nacional del Txad.